# 平氏
平氏（へいし、へいじ　たいらし）は、日本の皇別氏族で、平（たいら）の姓を賜姓された氏族。姓（カバネ）は朝臣。平安時代前期に創設された氏族であり、桓武平氏を含め4つの流派がある。家紋は揚羽蝶を中心に使用した。

## 概説
姓の代表的なものの一つとして源氏・藤原氏・橘氏とともに「源平藤橘」（四姓）と総称されている。ただし、平氏は他の三姓と異なり、氏長者が存在した記録はない。
平姓を受けた流れは、大きく分けて桓武天皇から出た桓武平氏、仁明天皇から出た仁明平氏、文徳天皇から出た文徳平氏、光孝天皇から出た光孝平氏の四流がある。特に著名なのが桓武平氏であり、このうち平高望の子孫は武士として、平高棟の子孫は堂上家として活躍した。

### 起源
「平」という名称の由来は諸説あるが、有力な説は太田亮が唱えて藤木邦彦・佐伯有清らが発展させた説で、最初の平氏であった桓武平氏の祖である桓武天皇が建設した平安京にちなんで「平（和訓:多比良）」と名づけたとするものである。太田亮『姓氏家系大辞典』では、「其の名称は、平安京（京都市）の本訓タヒラより起る。蓋し桓武帝、此の都を建てられしにより、其の子孫、此の氏を賜ひしならん。」と述べられている。また、林陸朗は「桓武平氏の誕生」において、「一世（親王代）、二世（孫王）の賜姓は源朝臣、三世王（曾孫）の賜姓の場合は平朝臣という区別があったように思われる」と述べている。しかし、これも確実な原則ではない。例としては平高棟は桓武天皇皇子葛原親王の子であり、平実世は桓武天皇の子仲野親王の子であり、平惟世は桓武天皇の孫、もしくは文徳天皇の孫とされるが、平姓を受けている。そのために、平姓は平安遷都後の一時期、天長年間から仁和年間（824年-889年）まで変則的に与えられたのではないかという説もある。

### 平氏の拠点
高望王流桓武平氏の始まりの地である東国は当然のことながら武家平氏の盤踞地でもあった。武家平氏の祖である上総介の平高望や、東国に独立政権を樹立しようとして失敗した下総の平将門、将門を倒した常陸の平貞盛などが良く知られる。坂東八平氏や北条氏も同じく坂東に土着した高望王流桓武平氏の末裔であった。
平将門の乱以降、関東では貞盛流と平良文の子孫が大きな勢力をもっていた。しかし 1028年（長元元年）の平忠常の乱で、源頼信が忠常を降伏させたことにより、河内源氏が関東における武家の棟梁的存在となり、千葉氏・三浦氏などの平姓諸流は源氏の家人として扱われるようになった。
貞盛の四男維衡は伊勢に地盤を築き、その子孫は主に西国で勢力を拡大した。特に平忠盛は主に西国で受領を歴任して勢力を拡大し、その子の平清盛も同じく肥後守・安芸守を歴任し、西国に勢力を拡大した。一方で東国においては源義朝が強固な勢力をもっており、平治の乱で義朝が討たれるまで、東国の平氏は清盛流とはほとんど関係がない存在であった。
治承三年の政変後、清盛は東国の支配権強化に乗り出したが、河内源氏の後裔である源頼朝が蜂起すると、多くの東国平氏は頼朝に臣従し、平家と戦うことになった。平家没落後には平家没官領として平家の所領は没収されるが、その数は五百箇所に及んだと言われる。

### 厳島神社
平清盛は1168年（仁安3年）ごろ、厳島神社の社殿を造営し、平家一族の崇敬する神社とした。平家一門の隆盛とともに厳島神社も栄えて平家の氏神となった。

## 桓武平氏
50代桓武天皇の子・葛原親王、万多親王、仲野親王及び賀陽親王の子孫である平氏を指す。
このうち桓武天皇第三皇子葛原親王の流れは、特に繁栄した。平安時代初期の天長2年（825年）3月5日に葛原親王が子女を臣籍降下させ平朝臣姓の賜姓を上表するがこの時は許されず、7月6日に再度上表して許されたのを始まりとする。諸系図では、葛原親王の子息で平朝臣姓となった者として後述の高棟王・善棟王・高望王がいたとされる。一方で、天長5年（830年）従五位下に叙爵した平清人、同じく承和7年（840年）に叙爵した平春香も葛原親王の子孫である可能性もある。

### 高棟流
葛原親王長男の高棟王は天長2年（825年）に賜姓を受けて平高棟となった。
高棟は大納言まで進み、三男の惟範、その子の時望・伊望、時望の孫平惟仲も議政官まで栄達している。その後時望の孫親信の子孫は代々受領を務める中級貴族として存続する。親信の孫・範国の家系は平安末期には後白河法皇の寵愛を受けた建春門院平滋子が高倉天皇を産んだことで、弟の平時忠や姉の平時子（二位尼）、そして時子が嫁いだ平清盛を始めとする平家一門の繁栄を招いた。時忠の弟親宗の子孫（唐橋家）や叔父信範の子孫（西洞院家・安居院家・烏丸家）は鎌倉時代以降も公家として続いた。江戸時代には西洞院家とその庶流平松家・長谷家・交野家・石井家が堂上家となった。さらに地下家の生島家もこの系統である。親信のもうひとりの孫行親の流れは鎌倉時代前期に平経高を輩出するも、その後は振るわなかった。この両流は歴史物語の『今鏡』に、「日記の家」と紹介されているように『平記』、『兵範記』・『平戸記』をはじめ多くの古記録を残している。
時忠は壇ノ浦の戦いの後、能登に流され没落したが、能登国輪島の豪農・時国家は時忠が流刑先で儲けた子・時国の後裔を称している。江戸時代には天領大庄屋を勤め、上時国・下時国の二家に分かれている。

### 高望流
葛原親王三男の高見王の子・高望王の子孫。高望王が賜姓を受けて平高望となったのに始まる。但し、高見王の名は同時代の史料に名前が見えないので系譜には疑問も残る。（「望」と「見」は両方とも名読みで「み」と読める。）寛平元年（889年）に皇族5名が平朝臣を賜姓されたとの記録（個々の名前は伝わらない）があるので、高望はそのうちの一人と推定されている。
高望は、昌泰元年（898年）に上総介に任じられ遥任国司が多いなか、子の国香・良兼・良将を伴い任地に下向した。そして任期が過ぎても帰京せず、国香は常陸大掾（大掾氏）、良将は鎮守府将軍を勤めるなどし、上総国ばかりでなく常陸国や下総国にも勢力を拡大、坂東に武士団を形成し武家平氏の基盤を固めた。良将の子平将門は大規模な反乱を起こし（承平天慶の乱）、追討にあたった国香の子・平貞盛の子孫は関東各地に勢力を張った。鎌倉幕府の実権を握った北条氏や御家人の熊谷氏は、貞盛の曾孫である直方の末裔と称している。
また、高望の側室の子良文は鎮守府将軍になるなど武士として活躍し、主に関東に勢力を張った。土肥氏・秩父氏などは良文の子孫を称している。しかし孫の平忠常が反乱を起こし（平忠常の乱）、源頼信の討伐を受けたことでその子孫は源氏の家人として扱われるようになった。忠常の子孫は千葉氏・上総氏などの房総平氏を輩出している。千葉氏の庶流には陸奥国宇多郡・行方郡を領した相馬氏があり、江戸時代まで大名として続いた。
特に良文流の坂東平氏の中で著名な千葉氏、上総氏、三浦氏、秩父氏、畠山氏、鎌倉氏、中村氏、大庭氏は坂東八平氏と呼ばれる。

### 伊勢平氏
貞盛四男の平維衡よりはじまる一族が伊勢平氏である。伊勢平氏の中でも特に正盛の系統（六波羅流・六波羅家）は「平家」と呼ばれている。正盛の子忠盛が初めて昇殿を許され、忠盛の子清盛は平氏政権を樹立し栄華を誇ったが、清盛の晩年には各地で平氏政権に対する反乱（治承・寿永の乱）が起き、最終的には平頼盛以外の正盛流は壇ノ浦の戦いの敗北により滅亡した。
しかし、平家の子孫を自称する武家は大変多く、代表的なものとして得宗被官の長崎氏、薩摩の種子島氏、対馬の宗氏、尾張の織田氏などが挙げられる。 熊本県の五家荘や富山県の五箇山などには「平家の落人」の隠れ里と伝えられる。これら平家の落武者およびその家族、使用人等の隠れ里と伝わる地を「平家谷」と通称する。

#### 平家

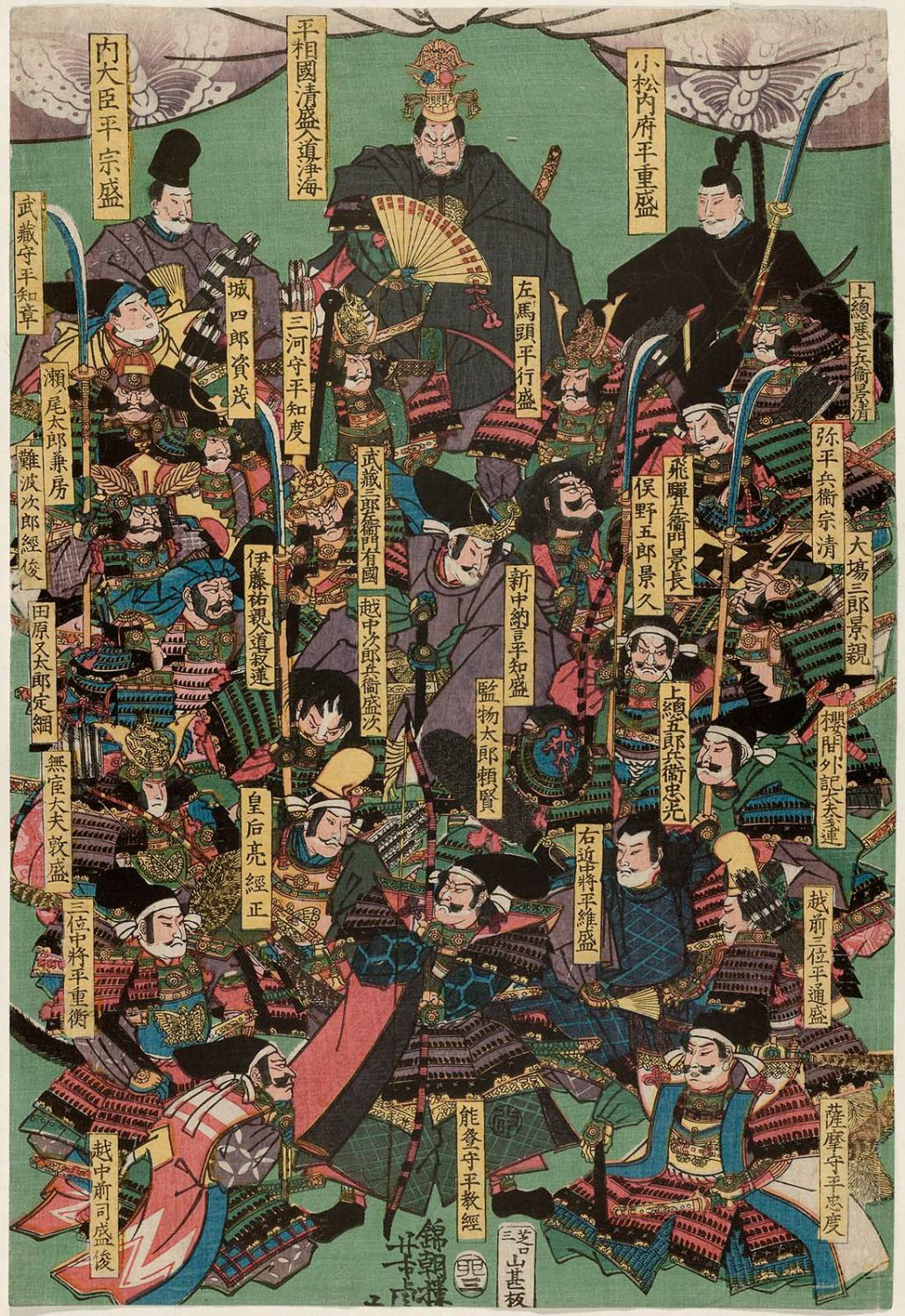
平家の武者達を描いた歌川芳虎の錦絵。清盛の一族の他、城長茂や難波経房などの家人も描かれている

伊勢平氏のうち、いわゆる平氏政権を打ち立てた平清盛とその一族を特に「平家」と呼ぶ事が多い。ただし、「平家」という言葉は本来、数多い平氏の中でも特定の家もしくは集団を指す言葉に過ぎず、初めは桓武平氏の中でも伊勢平氏が属する武家の高望王流ではなく、京の都で文官として活躍していた高棟王流の人々を指していた（『江談抄』（二））。また、平氏政権時においても清盛一族のみならず、彼らに仕えている家人・郎党らを含めた軍事的・政治的集団を指す用法としても用いられ、この場合の「平家」には清盛に従った藤原氏や源氏の武士も含まれることになる。勿論、本来の「平家」である高棟王流は明治維新まで存続したのであるから、その意味では、壇ノ浦の戦い以後も「平家」は存続していたとも言える。鎌倉時代に入ると『平家物語』が成立し、今日まで広く愛される軍記物語となった。
源家という言い方は余り用いられないが、清和源氏に限らず、源氏自体を指す。

#### 伊勢氏
室町時代に有力な幕臣となる伊勢氏は平維衡の子孫を称しており、伊勢氏は代々政所執事を世襲した。伊勢貞親は第8代将軍足利義政の養育係を務め、義政の成人後も幕政に大きな影響力を持った。第13代将軍足利義輝の時代の政所執事・伊勢貞孝は幕政を壟断するまでになったが、三好氏と対立して戦死した。貞孝の死後、伊勢氏は力を失ったが江戸時代には旗本として続いた。また伊勢氏の傍流備中伊勢氏出身といわれる伊勢盛時は一代で伊豆・相模を平定し、戦国大名・後北条氏（小田原北条氏）の祖となった。

### 良兼流
高望の次男平良兼の子孫を称する武家には、長田氏や江戸時代に大名となった永井氏等がある。

### 繁盛流
貞盛の弟、平繁盛の子平維幹は常陸国に土着した。後裔は多気氏、大掾氏、城氏（越後平氏）、岩城氏、平姓仁科氏等がある。

### 善棟流
葛原親王の次男善棟王は天長2年（825年）高棟王とともに賜姓を受けて平善棟となった。弟の高棟、高見らとは異なり、記録に残る子孫はいない。

### 万多親王流
桓武天皇第九皇子万多親王の流れ。 貞観4年（862年）に万多親王の七男正躬王の子住世王以下12名が平姓を賜姓されて臣籍に下り、その後次男の正行王の子3名、四男雄風王の子2名も平姓を賜姓された。

### 仲野親王流
桓武天皇第十二皇子仲野親王の流れ。仲野親王の子の茂世王・利世王・惟世王などが平朝臣姓を賜姓されて臣籍に下ることによって成立した氏族。

### 賀陽親王流
桓武天皇第十皇子 賀陽親王の流れ。 元慶2年（878年）に賀陽親王の六男利基王の子潔行王が、賜姓を受け平潔行となった。

### 桓武平氏諸系図
- 桓武平氏（高棟流）系図

- 桓武平氏（高望流）系図 -1

- 桓武平氏（高望流）系図 -2 （伊勢平氏（平家））

- 桓武平氏（高望流）系図 -3 （伊勢平氏（平経盛・平教盛・平頼盛子孫））

## 仁明平氏
54代仁明天皇の孫・雅望王、行忠王及び惟時王の子孫。
「仁明天皇の皇子・本康親王の子孫が「平朝臣」を賜姓されて臣籍に下ることによって成立した氏族」を仁明平氏と定義している文献もあるが、本康親王の皇子でも源兼似・源兼仁・源朝鑑・源朝憲・源保望・源由道のように源朝臣を賜姓されて仁明源氏となった者もいるため、正確には雅望王・行忠王・惟時王の子孫が仁明平氏である。

## 文徳平氏
55代文徳天皇の皇子・惟彦親王の子孫。

## 光孝平氏
58代光孝天皇の孫・式膽王、興我王及び忠望王の子孫。
「光孝天皇の皇子・是忠親王の子孫が「平朝臣」を賜姓されて臣籍に下ることによって成立した氏族」を光孝平氏と定義している文献もあるが、是忠親王の子孫でも源清平・源宗于（以上是忠親王の子）・源康行（英我王の子で康尚の父。英我王は是忠親王の子）のように源朝臣を賜姓されて光孝源氏となった者もいるため、正確には式膽王・興我王・忠望王の子孫が光孝平氏である。また、平高棟の孫・平中興は是忠親王の子・忠望王の養子になったため、血筋からみると高棟王流桓武平氏だが中興の子孫は光孝平氏である。従って平元規（中興の子）も光孝平氏である。